# Ḥ
Ḥ، ḥ یکی از حروف الفبای لاتین است و م برساخته از یک H با نقطه‌ای در پایین آن.

## کاربردها
- در الفبای بین‌المللی نویسه‌گردانی سانسکریت نشان‌دهندهٔ آوای [h] است.
- نشان‌دهندهٔ آوای /ħ/ در زبان نیاکنعانی
- نشان‌دهندهٔ آوای [x] یا [h] در زبان آستوری.